# Masaru Inoue
Masaru Inoue (japanska: 井上 傑?, Inoue Masaru), en japansk astronom.
Minor Planet Center listar honom som M. Inoue och som upptäckare av 12 asteroider.

## Asteroider upptäckta av Masaru Inoue
| 3432 Kobuchizawa [A] [B]                                                     | 7 mars 1986      |
| 4033 Yatsugatake [A]                                                         | 16 mars 1986     |
| 4219 Nakamura [A]                                                            | 19 februari 1988 |
| 4577 Chikako [C]                                                             | 30 november 1988 |
| 4634 Shibuya [A]                                                             | 16 januari 1988  |
| 5403 Takachiho [C]                                                           | 20 februari 1990 |
| (7514) 1986 ED [A] [B]                                                       | 7 mars 1986      |
| (8830) 1988 VZ [C]                                                           | 7 november 1988  |
| 9746 Kazukoichikawa [C]                                                      | 7 november 1988  |
| (12691) 1988 VF2 [C]                                                         | 7 november 1988  |
| 26829 Sakaihoikuen [C]                                                       | 30 november 1989 |
| 35062 Sakuranosyou [A]                                                       | 12 mars 1988     |
| Upptäckt tillsammans med: A Osamu Muramatsu B Takeshi Urata C Yoshio Kushida |                  |